# Вербська сільська територіальна громада
Вербська сільська громада — територіальна громада в Україні, в Дубенському районі Рівненської области. Адміністративний центр — с. Верба.
Площа громади — 116,7 км², населення — 4578 осіб (2020).
19 липня 2020 року, в результаті адміністративно-територіальної реформи та ліквідації  Дубенського (1939—2020) району, громада увійшла до складу новоутвореного Дубенського району.

## Населені пункти
У складі громади 9 сіл:
- Білогородка
- Верба
- Дубовиця
- Забірки
- Кам'яна Верба
- Рідкодуби
- Софіївка Друга
- Софіївка Перша
- Стовпець